# Monstrans van het Sacrament van Niervaert

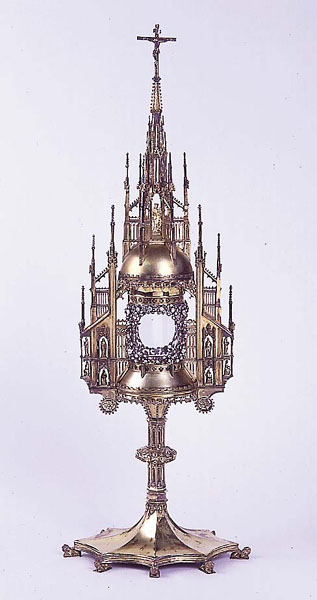
De monstrans werd vervaardigd omstreeks 1520-1540.

De monstrans van het Sacrament van Niervaert (1520-1540) behoort tot een groep Bredase monstransen die zeldzaam homogeen van uitvoering is. Het kunstwerk bevindt zich in de collectie van het Stedelijk Museum Breda.

## Bredase monstransen
De komst, in 1449, van het Sacrament van Niervaert naar Breda zorgde ervoor dat de stad uitgroeide tot een religieus centrum, hetgeen een grote vraag naar kerkzilver deed ontstaan. Uit de periode 1450 - 1550 zijn ruim twintig in Breda vervaardigde monstransen bewaard gebleven. Een aantal hiervan is opgenomen in museumcollecties. Twee, waaronder de Niervaert-monstrans, bevinden zich in de collectie ondergebracht bij het Stedelijk Museum Breda; andere exemplaren zijn aan te treffen in het Rijksmuseum te Amsterdam, de schatkamer van de St.-Servaasbasiliek te Maastricht, het Museum voor Religieuze Kunst te Uden, het Liemers Museum te Zevenaar, de Koninklijke Musea voor Kunst en Geschiedenis te Brussel, het Landesmuseum te Oldenburg en de Hermitage te Sint-Petersburg. De overige van deze groep monstransen bevinden zich in privé collecties en in kerken in Nederland en België. Deze Bredase monstransen tonen merendeels dezelfde karakteristieken.

## Beschrijving van de monstrans van het Sacrament van Niervaert
Het Sacrament werd op de hoogtijdagen getoond in een verguld zilveren monstrans van 82 centimeter hoog. De achtzijdige voet met inzwenkende zijden rust op leeuwtjes en draagt een achtzijdige, opengewerkte stam, met, een door laat-gotisch maaswerk doorbroken en met engelenkopjes versierde, nodus. In nissen en onder baldakijnen zijn 19e-eeuwse heiligenbeeldjes geplaatst; bovenin prijkt een beeldje van Maria met kind. Dit exemplaar is de grootste en rijkst versierde van de reeks Bredase monstransen. De toeschrijving is gemaakt op stilistische gronden; zilvermerken ontbreken. De krans met edelstenen dateert uit de 18e eeuw. Deze diamanten werden in 1728 geschonken door Pieter Montens, de toenmalige regent van de Confrèrie van het Allerheiligst Sacrament des Altaars. Uit een opschrift onder de voet blijkt dat de monstrans in 1889 werd gerestaureerd door Jan Hendrik Brom te Utrecht.